# Свети Архангел Михаил (Близанско)
Вижте пояснителната страница за други значения на Свети Архангел Михаил.
„Свети Архангел Михаил“ (на македонска литературна норма: „Свети Архангел Михаил“) е православна църква в поречкото село Близанско, Северна Македония. Църквата е част от Дебърско-Реканското архиерейско наместничество на Дебърско-Кичевската епархия на Македонската православна църква – Охридска архиепископия.
Църквата е гробищен храм, разположен в източната част на селото, на полуостров в язовира Козяк. Според сведения от Дебърско-кичевската епархия е изградена 1904 година. По-късно в 1947 - година отбелязана над западния вход - църквата е обновена.